# DisneyMania
DisneyMania es el primer álbum de una serie de siete álbumes liberados por Walt Disney Records con diversos artistas musicales de Disney. La primera DisneyMania fue puesto en libertad el 17 de septiembre de 2002, por Walt Disney Records. El álbum contemporáneo en el cual figuran clásicos de Disney. Se consideró un éxito comercial, logrando la certificación de Oro en febrero de 2003. Sin embargo, el álbum alcanzó el puesto #52 en el Billboard 200. Singles liberados del álbum fueron "I Wanna Be Like You" por Smash Mouth, "Beauty and the Beast" por Jump5, y "Reflection" de Christina Aguilera. (NOTA: "Reflexión" fue lanzado como un sencillo mucho antes de que DisneyMania fuera puesto en libertad.)

## Lista de canciones
| DisneyMania |                                                                                  |                     |          |  |
| N.º         | Título                                                                           | Intérprete(s)       | Duración |  |
| 1.          | «"Someday My Prince Will Come"» (De La Película: Blanca Nieves y los 7 enanitos) | Anastacia           | 3:45     |  |
| 2.          | «"Under The Sea"» (De La Película: La Sirenita)                                  | A*Teens             | 3:25     |  |
| 3.          | «"You'll Be in My Heart"» (De La Película: Tarzán)                               | Usher               | 4:13     |  |
| 4.          | «"When You Wish Upon a Star"» (De La Película: Pinocho)                          | NSYNC               | 2:27     |  |
| 5.          | «"Colors of the Wind"» (De La Película: Pocahontas)                              | Ashanti con Shi Shi | 3:45     |  |
| 6.          | «"I Wanna Be Like You"» (De La Película: El Libro de la Selva)                   | Smash Mouth         | 3:18     |  |
| 7.          | «"Part of Your World"» (De La Película: La Sirenita)                             | Jessica Simpson     | 3:28     |  |
| 8.          | «"I Just Can't Wait to Be King"» (De La Película: El Rey León)                   | Aaron Carter        | 3:27     |  |
| 9.          | «"Can You Feel the Love Tonight"» (De La Película: El Rey León)                  | S Club 7            | 4:10     |  |
| 10.         | «"Hakuna Matata"» (De La Película: El Rey León)                                  | Baha Men            | 3:37     |  |
| 11.         | «"The Tiki, Tiki, Tiki Room"» (De: Disneyland's The Enchanted Tiki Room)         | Hilary Duff         | 2:52     |  |
| 12.         | «"Beauty and the Beast"» (De La Película: La Bella y la Bestia)                  | Jump5               | 3:11     |  |
| 13.         | «"Kiss the Girl"» (De La Película: La Sirenita)                                  | No Secrets          | 3:16     |  |
| 14.         | «"Reflection"» (De La Película: Mulan)                                           | Christina Aguilera  | 3:48     |  |
| 15.         | «"Circle of Life"» (De La Película: El Rey León)                                 | Ronan Keating       | 4:45     |  |
| 48:45       |                                                                                  |                     |          |  |

## Posiciones
| Álbum       | Posición      | Posición            | Posición       |
| Álbum       | Billboard 200 | Top Internet Albums | Top Kids Audio |
| ----------- | ------------- | ------------------- | -------------- |
| DisneyMania | #52           | #258                | #1             |

## Sencillos
1. "Reflection" Christina Aguilera
2. "Beauty and the Beast" Jump5 - lanzado en promoción de La Bella y la Bestia Special Edition
3. "Colors of the Wind" Ashanti & Lil'Sis Shi Shi
4. "I Wanna Be Like You" Smash Mouth

## Videos
1. "I Wanna Be Like You" Smash Mouth
2. "Reflection" Christina Aguilera
3. "Beauty and the Beast" Jump5
4. "Colors of the Wind" Ashanti & Lil' Sis Shi Shi
5. "You'll Be in My Heart" Usher

## Curiosidades
- La canción "Hakuna Matata" tuvo un gran éxito entre los niños, pero no fue lanzado como sencillo.
- La canción "Kiss the Girl" interpretada por No Secrets, en el 2006 fue interpretada por Ashley Tisdale.
- La canción "What I've Looking For" interpretado por el elenco de High School Musical, fue lanzado en Disney Mania 7 cantado por Alyson Stoner.

## Relacionados
- DisneyMania Series
- Radio Disney Jams Series
- Pop It Rock It! y Pop It Rock It 2: It's On!
- Disney Channel Playlist y Disney Channel Playlist 2
- Disney Channel Holiday y Disney Channel - Christmas Hits
- Disney Channel Hits: Take 1 y Disney Channel Hits: Take 2
- Los Grandes Éxitos de Disney Channel (The Very Best of Disney Channel)